# Niels Zonneveld
Niels Zonneveld (Uitgeest, 1998. július 22. –) holland dartsjátékos. 2019-től a Professional Darts Corporation tagja. Beceneve "Triple Z".

## Pályafutása

### PDC
Zonneveld 2018-ban kezdett játszani a PDC Development Tour-on, és a negyedik versenyén szerezte meg első győzelmét, ahol a döntőben 5–2-re legyőzte Joe Davist. A 2018-as szezon végén a 9. helyen végzett a sorozat ranglistáján.
2019-ben részt vett az európai Q-School-on, ahol az 1. napon megszerezte a PDC Tour Card-ját, a döntőben 5–1-re legyőzte Christian Gödlt. A 2020-as PDC ifjúsági-világbajnokságon bejutott az elődöntőbe, ahol 6–1-re kikapott a későbbi bajnok Bradley Brooks-tól. Zonneveld a PDPA Rest of the World selejtező versenyén keresztül kvalifikálta magát a 2021-es PDC-dartsvilágbajnokságra., ezzel először vehetett részt vb-n. Az első körben az ír William O'Connor ellen játszott, akitől 3–0-ás vereséget szenvedett és kiesett.
Zonneveld a négy Tour Card birtokos egyikeként kvalifikálta magát a 2021-es World Series of Darts Finals nagytornára, ahol bejutott a torna negyeddöntőjébe, legyőzve többek között a második körben 6–4-re a kétszeres világbajnok skót Gary Andersont. A negyeddöntőben végül a lengyel Krzysztof Ratajski ellen esett ki.
A 2022-es Belgian Darts Open tornán Zonneveld a második körben legyőzte a regnáló világbajnokot, Peter Wrightot 6–5 arányban. A meccs arról vált ismertté, hogy Wright nem volt hajlandó lepacsizni Zonnevelddel a döntő leg előtt, ami gyakori gesztus a dartsozók körében. Zonneveld a 2024-es Double Top podcastban elmondta véleményét az esetről, de azt is elárulta, hogy Wright később bocsánatot kért tőle az eset miatt.
A 2024-es vb-n Zonneveld megszerezte első győzelmét a PDC-dartsvilágbajnokságon, ahol az első fordulóban 3–1-re legyőzte az angol Darren Webstert. A következő körben Ross Smith ellen viszont ugyancsak 3–1-re kikapott.
2024-ben először jutott PDC elődöntőbe, amikor legyőzte többek között Jonny Claytont is a Czech Darts Open nevű European Tour versenyen. Ott 7–6-ra kikapott Kim Huybrechts-től, így nem tudott döntőbe jutni, elszalasztva ezzel az esélyét az Európa-bajnokságra való kvalifikációra.

## Világbajnoki szereplései

### PDC
- 2021: Első kör (vereség  William O'Connor ellen 0–3)
- 2023: Első kör (vereség  Lewy Williams ellen 0–3)
- 2024: Második kör (vereség  Ross Smith ellen 1–3)
- 2025: Első kör (vereség  Robert Owen ellen 1–3)

## Tornagyőzelmei

### PDC
PDC Development Tour
- Development Tour: 2018, 2021

## Fordítás
Ez a szócikk részben vagy egészben  a   Niels Zonneveld című angol Wikipédia-szócikk ezen változatának fordításán alapul.  Az eredeti cikk szerkesztőit annak laptörténete sorolja fel. Ez a jelzés csupán a megfogalmazás eredetét és a szerzői jogokat jelzi, nem szolgál a cikkben szereplő információk forrásmegjelöléseként.